# المرتفعات الشرقية
المرتفعات الشرقية، والمعروفة أيضًا باسم مرتفعات مانيكا، هي سلسلة جبلية تقع على الحدود بين زيمبابوي وموزمبيق. تمتد المرتفعات الشرقية شمالًا وجنوبًا لقرابة 300 كيلومتر (190 ميل) عبر محافظة مانيكالاند في زيمبابوي ومحافظة مانيكا في موزمبيق.
تعد المرتفعات موطنًا للمنطقة البيئية الفسيفسائية للغابات الجبلية والأراضي العشبية في شرق زيمبابوي. تشمل المنطقة البيئية جزءًا من المرتفعات التي يزيد ارتفاعها عن 1000 متر، بما في ذلك جبال نيانغاني، وجبال بفومبا، وجبال تشمانيماني، ونجد تشيبينج، وجبل غورونغوسا المعزول الشرقي في موزمبيق. تقع المنطقة البيئية لغابات ميومبو الجنوبية على ارتفاعات منخفضة شرق وغرب المرتفعات.
تتمتع المرتفعات بمناخ أكثر برودة ورطوبة من الأراضي المنخفضة المحيطة به، مما يدعم مجتمعات متميزة من النباتات والحيوانات. تعد المنطقة البيئية موطنًا للعديد من المجتمعات النباتية: الأراضي العشبية الجبلية والسَفحيّة، والغابات الرطبة دائمة الخضرة، والغابات الجبلية الجافة، وغابات ميومبو، والأراضي البراح
.